# 清山寺
清山寺，位在台灣台北市大安區復興南路，為主祀觀世音菩薩之廟宇。組織型態為管理人制，祭典日期則是每年農曆之2月19日、6月19日、9月19日。該廟宇興建於1946年，原為仿古廟宇建築，位在信義市場西南側，即現信義路三段105號之位址，遷移至復興南路之後，於2008年底遷移至中山區民權東路二段132巷5弄13號1樓。
本寺為王陳金女士於臺灣光復後，據聞因夢見觀世音菩薩指示建廟。適逢一位來自木柵的建築師傅，也因為夢見白衣大士要他去某地找某人。因緣際會之下，促成了清山寺的建立。王陳金女士目不識丁，但因得到菩薩指點，在光復後貧困的年代，得以幫助鄉里處理諸多事宜，因此鄉親們都願意慷慨解囊，成就清山寺蓋廟。

## 脚注
1. ↑  . www.facebook.com.

## 外部連結
- 1969年的「清山寺」- Taiwan 1968-1974 - OpenBU - Boston University （页面存档备份，存于）